# Веремеев, Владислав Александрович
Владисла́в Алекса́ндрович Вереме́ев (укр. Владислав Олександрович Веремєєв, род. 25 сентября 1998, Курахово, Донецкая область) — украинский футболист, защитник клуба «Шамахы».

## Биография
В чемпионате ДЮФЛ Украины выступал за донецкий «Олимпик» и команду Днепропетровского училища физкультуры. В 2015 году подписал первый профессиональный контракт с днепропетровским «Днепром», где в течение двух сезонов играл в юношеском составе (29 матчей, 1 гол). В 2017 году перешёл в одесский «Черноморец», где провёл 22 матча за молодёжную команду. В зимнее трансферное окно сезона 2017/18 стал игроком кропивницкой «Звезды». Дебютировал в Украинской Премьер-Лиге 18 февраля 2018 года, выйдя в стартовом составе в домашнем матче против «Мариуполя», однако уже на 34-й минуте игры был заменён на Алексея Збуня. Через неделю снова появился в основе, в матче против «Шахтёра», и снова был заменён в середине первого тайма. Летом 2018 года покинул команду, после её вылета в первую лигу. В 2019 году подписал соглашение с футбольным клубом «Сумы» и сразу же получил капитанскую повязку от главного тренера Олега Луткова, однако по окончании сезона клуб был исключён из чемпионата. В январе 2020 года перешел в эстонский клуб «Нымме Калью»